# Parafia św. Mikołaja Biskupa w Zwiniarzu
Parafia świętego Mikołaja Biskupa w Zwiniarzu – parafia rzymskokatolicka, znajdująca się w diecezji toruńskiej, w dekanacie Rybno Pomorskie. 